# Pavonia serrana
Pavonia serrana är en malvaväxtart som beskrevs av G.L. Esteves. Pavonia serrana ingår i släktet påfågelsmalvor, och familjen malvaväxter. Inga underarter finns listade i Catalogue of Life.